# Samorząd Regionu Ha-Arawa ha-Tichona
Samorząd Regionu Ha-Arawa ha-Tichona (hebr. מועצה אזורית הערבה התיכונה) – samorząd regionu położony w Dystrykcie Południowym, w Izraelu.
Samorządowi podlegają tereny w południowo-wschodniej części pustyni Negew, w obszarze Arawa na północ od miasta Ejlat.

## Osiedla
Na terenach o powierzchni 1400 km² mieszka około 2300 ludzi. Znajduje się tutaj 5 moszawów i 2 wioski.

### Moszawy
| - En Jahaw - Chacewa - Iddan | - Paran - Cofar |

### Wioski
| - Sappir | - Cukim |